# Wapen van Hoogheemraadschap van de Alblasserwaard en de Vijfheerenlanden

Het wapen van het Hoogheemraadschap van de Alblasserwaard en de Vijfheerenlanden.

Het wapen van het Hoogheemraadschap van de Alblasserwaard en de Vijfheerenlanden werd gebruikt van 12 december 1985 tot de opheffing van het hoogheemraadschap in 2005. Het wapen is exact gelijk aan dat van het Hoogheemraadschap Groot-Alblasserwaard, een van de hoogheemraadschappen die in het Hoogheemraadschap van de Alblasserwaard en de Vijfheerenlanden is opgegaan.
Op 1 januari 2005 ging het waterschap op in het Waterschap Rivierenland. De schildhouders zijn in het na de fusie vastgestelde wapen van het nieuwe waterschap opgenomen.

## Geschiedenis
Het hoogheemraadschap ontstond op 1 januari 1984 uit de fusie tussen het hoogheemraadschap Groot-Alblasserwaard, De Nederwaard en De Overwaard.
Alle onderdelen van het wapen vinden hun herkomst in oudere wapens uit het gebied:
- Eerste kwartier: is gelijk aan het wapen van het Land van Arkel en Landen van Arkel beneden de Zouwe
- Tweede kwartier: dit is gelijk aan dat van de heerlijkheid Vianen:
- Derde kwartier: Dit  is het wapen van het Land van Everdingen
- Vierde kwartier: dit kwartier is gelijk aan het wapen van Ter Leede.
- Hartschild: het hartschild is afkomstig van Alblasserwaard, ook het hoogheemraadschap van de Alblasserwaard voerde dit wapen.
- Schildhouders: deze zijn afkomstig van het wapen van de Alblasserwaard en de Landen van Arkel beneden de Zouwe, een van de voorgangers van de Alblasserwaard en de Vijfheerenlanden.

## Blazoenering
Het wapen van het hoogheemraadschap van de Alblasserwaard en de Vijfheerenlanden had als blazoenering:
Schuingevierendeeld; I in zilver twee beurtelings gekanteelde dwarsbalken van keel; II in zilver drie zuilen van sabel; III in goud drie schuinbalken van sabel; IV in goud twee beurtelings gekanteelde dwarsbalken van keel; een hartschild van keel met een leeuw van goud. Het schild gedekt met een gouden kroon van vijf bladeren en gehouden rechts door een leeuw van goud, getongd en genageld van keel en links door een knobbelzwaan van zilver, gebekt en getongd van keel, gepoot van sabel.
Het wapen is in vieren gedeeld, in plaats van het meer gebruikelijke twee aan twee (de raakvlakken vormen een plusteken) is dit wapen schuin in vieren gedeeld waardoor de raakvlakken meer een "X" vormen. Het eerste kwartier is het bovenste kwartier, dit is zilver van kleur met daarop twee rode dwarsbalken, deze hebben om en om aan de boven- en onderzijde kantelen. Het tweede kwartier is het rechter kwartier, voor de kijker links, het is zilver met daarop drie zwarte zuilen. In het derde kwartier staan drie rode schuinbalken. In het vierde deel weer om en om gekanteelde dwarsbalken, echter nu op een gouden ondergrond. Het hartschild is rood van kleur met daarop een gouden staande leeuw. Naast het schild staan een leeuw en een knobbelzwaan als schildhouders. De leeuw staat aan de heraldisch rechterzijde (voor de kijker links) en de zwaan aan de heraldisch linkerzijde, voor de kijker is dat rechts. Boven op het schild staat nog een gouden kroon bestaande uit vijf bladeren, in tegenstelling tot de meeste gemeentewapens zijn er geen parels tussen de bladeren geplaatst.

## Vergelijkbare wapens
De volgende wapens zijn vergelijkbaar met het wapen van het Waterschap Rivierenland:

Het wapen van de familie Van Arkel en het Land van Arkel
Wapen van Landen van Arkel beneden de Zouwe
Wapen van Alblasserwaard en de Landen van Arkel beneden de Zouwe
Het wapen van het waterschap Rivierenland
Het wapen van Kollegie van Dijkgraaf en Hoogdijk Heemraden van Asperen
Het wapen van het Kollegie van Dijkgraaf en Heemraden van den Lande van Arkel boven en beneden de Zouwerdijk

De ondergronden waarop de schildhouders staan kunnen verschillen omdat daar geen vaste ondergronden voor zijn. Enige voorwaarde is dat de ondergrond passend is, denk hierbij aan een guirlande, grasgrond of een stenen ondergrond.